# 陸田陽子
陸田 陽子（りくた ようこ、旧姓：朝倉、1968年4月8日 - ）は、北日本放送の社員。元アナウンサー。新潟県新潟市出身。武蔵野音楽大学卒業。1991年入社。

## 来歴
入社一年目に『ズームイン!!朝!』のローカルパート『おはようKNBです』でアナウンサーデビュー。1992年に『朝6のってるワイド』や『ラジオで茶！ちゃ！チャ！ビタミンワイド』でMCとして出演。育児休暇後に『ズームイン!!朝!』の中継キャスターを担当。
二度目の育児休暇後に『KNBニュースプラス1』でニュース番組に出演。
2003年『とれたてワイド朝生!』で木下一哉とコンビでレギュラー出演。
2023年6月27日、翌月に人事異動で編成部の広報に異動するため、アナウンサーを辞職することになった
。

## 過去の担当番組
テレビ
- ズームイン!!朝!富山中継キャスター
- KNB Newsリアルタイム
- おはようKNBです
- 朝6のってるワイド
- KNBニュース

ラジオ
- ラジオで茶！ちゃ！チャ！ビタミンワイド
- 歌のない歌謡曲
- とれたてワイド朝生!
- KNBモーニングすくらんぶる
- KNBニュース